# Chlorophorus ludens
Chlorophorus ludens är en skalbaggsart som först beskrevs av Charles Joseph Gahan 1894.  Chlorophorus ludens ingår i släktet Chlorophorus och familjen långhorningar.
Artens utbredningsområde är Burma. Inga underarter finns listade i Catalogue of Life.